# Заполье (Зачачьевское сельское поселение, у д. Красный Яр)
Заполье — деревня в Холмогорском районе Архангельской области.

## География
Находится в центральной части Архангельской области на расстоянии приблизительно 3 км на юг по прямой от села Емецк.

## История
Была отмечена уже только в 1939 году в составе Зачачьевского сельсовета Емецкого района. До 2015 года входила в Зачачьевское сельское поселение, с 2015 по 2022 в Емецкое сельское поселение до его упразднения.

## Население
Численность населения: 41 человек (русские 95 %) в 2002 году, 6 в 2010.